# Rebecca O’Brien

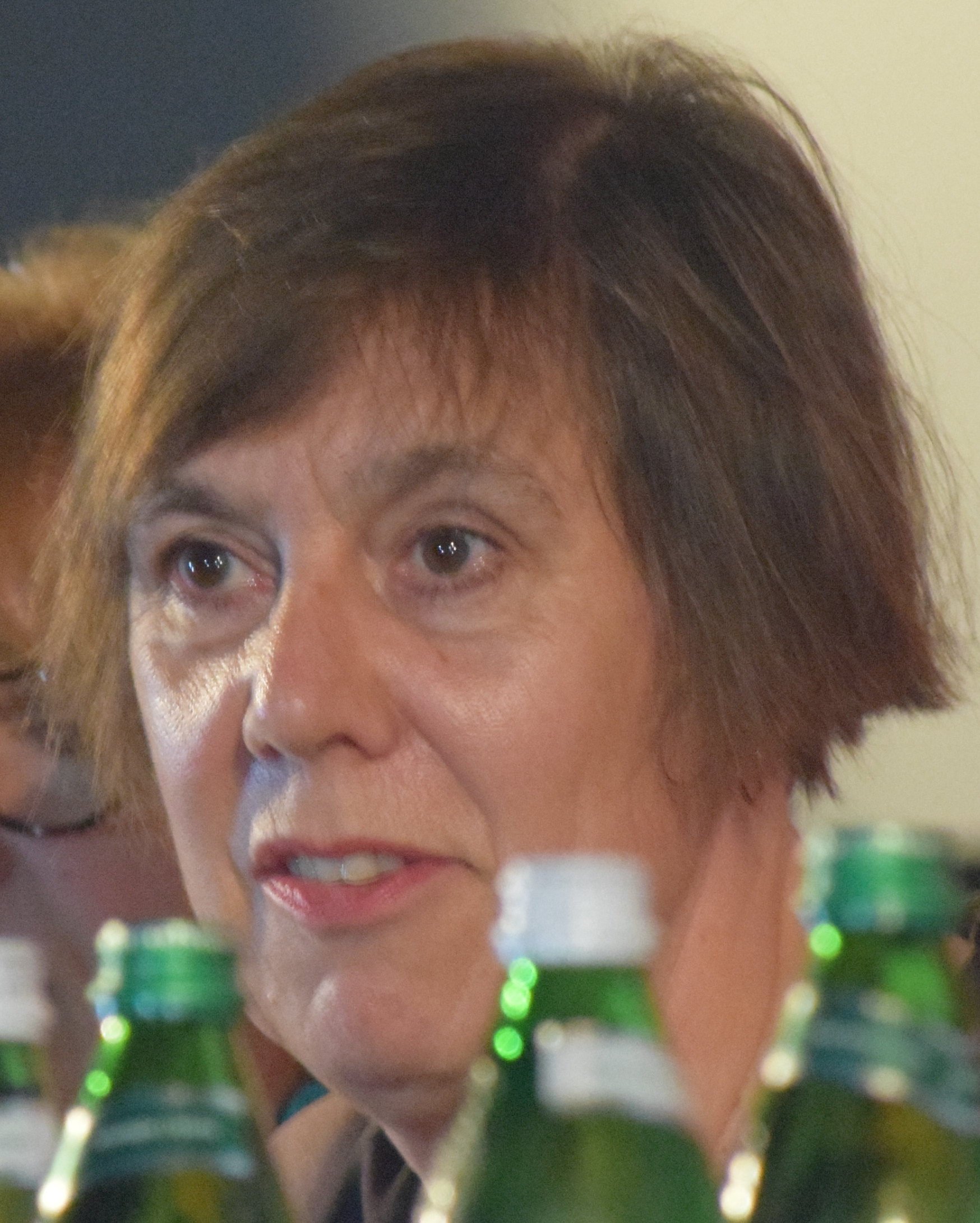
Rebecca O’Brien (2016)

Rebecca O’Brien (* 25. Oktober 1957 in London) ist eine britische Filmproduzentin.
Ihr Debüt als Produzentin gab sie 1986 mit der Produktion des Films Friendship’s Death. Im Jahr 1990 koproduzierte sie den Thriller Geheimprotokoll, bei dem der britische Regisseur Ken Loach die Regie übernahm. Dieser Film bedeutete die erste Zusammenarbeit der beiden und führte dazu, dass Rebecca O’Brien bis heute beinahe alle Filme von Loach als Produzentin begleitete. Sie wurde 1995 für den Film Land and Freedom mit dem Europäischen Filmpreis ausgezeichnet. Insgesamt umfasst ihr Wirken annähernd drei Dutzend Film- und Fernsehproduktionen.
2018 wurde sie in die Academy of Motion Picture Arts and Sciences berufen, die jährlich die Oscars vergibt.

## Filmografie (Auswahl)
- 1987: Friendship’s Death
- 1990: Geheimprotokoll (Hidden Agenda)
- 1995: Land and Freedom
- 1998: Mein Name ist Joe (My Name is Joe)
- 2000: Bread and Roses
- 2001: The Navigators
- 2002: Sweet Sixteen
- 2002: 11′09″01 – September 11 (als ausführende Produzentin)
- 2004: Just a Kiss (Ae Fond Kiss)
- 2005: Tickets
- 2006: The Wind That Shakes the Barley
- 2007: It’s a Free World (It’s a Free World...)
- 2009: Looking for Eric
- 2010: Route Irish
- 2012: Angels’ Share – Ein Schluck für die Engel (The Angels' Share)
- 2014: Jimmy’s Hall
- 2016: Ich, Daniel Blake (I, Daniel Blake)
- 2016: Das Kino des Ken Loach (Versus: The Life and Films of Ken Loach)
- 2016: City of Tiny Lights
- 2017: A Beautiful Day (You Were Never Really Here)
- 2019: Sorry We Missed You
- 2023: The Old Oak
- 2024: Harvest
- 2024: On Falling